# Maria Tolkacheva
Maria Yuryevna Tolkacheva (em russo:  Мария Юрьевна Толкачёва; Jukovski, 8 de agosto de 1997) é uma ginasta russa que compete em provas de ginástica rítmica, campeã olímpica em 2016.

## Carreira
Tolkacheva começou na ginástica rítmica aos quatro anos de idade e em 2013 passou a ser convocada para a seleção reserva da Rússia.
A partir de 2014 já integrava a seleção nacional principal e foi membro da equipe que conquistou o ouro por equipes no Campeonato Europeu em Baku, no Azerbaijão, e no Campeonato Mundial em Esmirna, na Turquia onde terminou em quarto no grupo lugar por equipes e em primeiro no combinado de 2 fitas e 3 bolas. No ano seguinte foi convocada para participar dos primeiros Jogos Europeus, em Baku, onde levou a medalha de ouro por equipes e nas 5 fitas. A equipe russa terminou a temporada de 2015 ganhando o ouro por equipes no Campeonato Mundial em Stuttgart, Alemanha, bem como no combinado de 6 maças e 2 arcos, além de uma prata nas 5 fitas.
Em 2016, Tolkacheva e suas companheiras conquistaram o ouro por equipes no Campeonato Europeu de Holon, Israel. Naquela mesma temporada integrou a seleção russa de ginástica rítmica nos Jogos Olímpicos de 2016, no Rio de Janeiro, que obteve a medalha de ouro por equipes ao lado de Anastasia Maksimova, Anastasia Tatareva, Anastasia Bliznyuk e Vera Biryukova totalizando 36,233 pontos.